# Deconica
Deconica is een geslacht van schimmels behorend tot de familie Strophariaceae.

## Soorten
Volgens Index Fungorum telt het geslacht 47 soorten (peildatum december 2023):
| Soortnaam                                  | Auteur(s)                                         | Publicatiejaar |
| ------------------------------------------ | ------------------------------------------------- | -------------- |
| Deconica aequatoriae                       | (Singer) Ram.-Cruz & Guzmán                       | 2012           |
| Deconica alpestris                         | (Singer) Ram.-Cruz & Guzmán                       | 2012           |
| Deconica angustispora                      | (A.H. Sm.) Ram.-Cruz & Guzmán                     | 2012           |
| Deconica aureicystidiata                   | (E. Horak & Desjardin) Ram.-Cruz & Guzmán         | 2013           |
| Deconica australis                         | E. Horak                                          | 1967           |
| Deconica baylisiana                        | (E. Horak) J.A. Cooper                            | 2014           |
| Deconica caricicola                        | (P.D. Orton) Redhead                              | 2012           |
| Deconica castanella (Droog kaalkopje)      | (Peck) Noordel.                                   | 2009           |
| Deconica chionophila                       | (Lamoure) Noordel.                                | 2009           |
| Deconica citrispora                        | (E. Horak) J.A. Cooper                            | 2012           |
| Deconica cokeriana                         | (A.H. Sm. & Hesler) Ram.-Cruz & A. Cortés-Pérez   | 2020           |
| Deconica coprophila (Mestkaalkopje)        | (Bull.) P. Karst.                                 | 1879           |
| Deconica crobula (Franjekaalkopje)         | (Fr.) Romagn.                                     | 1937           |
| Deconica deconicoides                      | (E. Horak, Guzmán & Desjardin) Guzmán             | 2012           |
| Deconica esperancensis                     | Ram.-Cruz & Glez.-Adame                           | 2020           |
| Deconica flocculosa (Vlokkig kaalkopje)    | (Bas & Noordel.) Noordel.                         | 2009           |
| Deconica hartii                            | (Ammirati) Ammirati & Redhead                     | 2012           |
| Deconica horizontalis (Leerkaalkopje)      | (Bull.) Noordel.                                  | 2009           |
| Deconica inquilina (Halmkaalkopje)         | (Fr.) Pat. ex Romagn.                             | 1937           |
| Deconica magica (Weidekaalkopje)           | (Svrček) Noordel.                                 | 2009           |
| Deconica merdaria (Meststropharia)         | (Fr.) Noordel.                                    | 2009           |
| Deconica merdicola (Keutelkaalkopje)       | (Huijsman) Noordel.                               | 2009           |
| Deconica micropora (Kleinporig kaalkopje)  | (Noordel. & Verduin) Noordel.                     | 2009           |
| Deconica milvispora                        | Ram.-Cruz & Matheny                               | 2020           |
| Deconica minuscula                         | Wichanský                                         | 1967           |
| Deconica moelleri (Geringd mestkaalkopje)  | (Guzmán) Noordel.                                 | 2009           |
| Deconica montana (Zandkaalkopje)           | (Pers.) P.D. Orton                                | 1960           |
| Deconica musacearum                        | (Singer) Cortez & P.S. Silva                      | 2014           |
| Deconica neocaledonica                     | (Guzmán & E. Horak) Ram.-Cruz & Guzmán            | 2013           |
| Deconica neorhombispora                    | (Guzmán) P.S. Silva, Ram.-Cruz & Guzmán           | 2013           |
| Deconica novae-zelandiae                   | (Guzmán & E. Horak) J.A. Cooper                   | 2012           |
| Deconica overeemii                         | (E. Horak & Desjardin) Desjardin & B.A. Perry     | 2016           |
| Deconica palmigena                         | (Berk. & M.A. Curtis) Singer                      | 1951           |
| Deconica pegleriana                        | (Guzmán) Ram.-Cruz & Guzmán                       | 2012           |
| Deconica phillipsii                        | (Berk. & Broome) Noordel.                         | 2009           |
| Deconica phyllogena (Ruitsporig kaalkopje) | (Sacc.) Noordel.                                  | 2009           |
| Deconica pratensis (Duinkaalkopje)         | (P.D. Orton) Noordel.                             | 2011           |
| Deconica pseudobullacea                    | (Petch) Ram.-Cruz & Guzmán                        | 2012           |
| Deconica schoeneti                         | (Bresinsky) Noordel.                              | 2009           |
| Deconica semi-inconspicua                  | (Guzmán & Trappe) Ram.-Cruz & Guzmán              | 2012           |
| Deconica subfusispora                      | (F.H. Møller) Noordel.                            | 2011           |
| Deconica submaritima                       | (Contu & Guzmán) Noordel.                         | 2009           |
| Deconica thailandensis                     | (E. Horak, Guzmán & Desjardin) Ram.-Cruz & Guzmán | 2012           |
| Deconica umbrina                           | (E. Horak, Guzmán & Desjardin) Ram.-Cruz & Guzmán | 2012           |
| Deconica velifera                          | (J. Favre) Noordel.                               | 2009           |
| Deconica vorax                             | (E. Horak) J.A. Cooper                            | 2012           |
| Deconica xeroderma                         | (Huijsman) Noordel.                               | 2009           |